# VDPAU
VDPAU (Video Decode and Presentation API for Unix) est une bibliothèque open source (libvdpau) et une interface de programmation conçus par NVIDIA initialement pour ses cartes graphiques GeForce 8 et ses derniers processeurs graphiques. Cette interface permet à des programmes de vidéo de décharger de la mémoire des parties du processus de décodage de vidéo
et de son traitement aval vers le processeur graphique.
Actuellement, les parties de code pouvant être déchargées par VDPAU vers le processeur graphique sont la compensation de mouvement (mo comp), la transformée en cosinus discrète inverse (IDCT), le décodage de longueur de variable (VLD), et le déblocage pour MPEG-1, MPEG-2, MPEG-4 ASP (MPEG-4 partie 2), H.264 ou MPEG-4 AVC et VC-1 ainsi que des vidéos codées en WMV3 ou WMV9.